# ذلب صغير
ذلب صغير (الاسم العلمي:Sansevieria parva) هو نوع من النباتات يتبع جنس الذلب من الفصيلة الهليونية.